# T-Mobile Team/2006
Skład grupy T-Mobile Team na rok 2006. W związku z aferą dopingową z listy zostali wykluczeni Oscar Sevilla i Jan Ullrich.
| Zawodnik         | Narodowość |
| ---------------- | ---------- |
| Eric Baumann     | Niemcy     |
| Lorenzo Bernucci | Włochy     |
| Marcus Burghardt | Niemcy     |
| Scott Davis      | Australia  |
| Linus Gerdemann  | Niemcy     |
| Bas Giling       | Holandia   |
| André Greipel    | Niemcy     |
| Giuseppe Guerini | Włochy     |
| Serhij Honczar   | Ukraina    |
| Siergiej Iwanow  | Rosja      |
| Matthias Kessler | Niemcy     |
| Kim Kirchen      | Luksemburg |
| Andreas Klier    | Niemcy     |
| Andreas Klöden   | Niemcy     |
| Bernhard Kohl    | Austria    |
| André Korff      | Niemcy     |
| Jörg Ludewig     | Niemcy     |
| Eddy Mazzoleni   | Włochy     |
| Daniele Nardello | Włochy     |
| Olaf Pollack     | Niemcy     |
| František Raboň  | Czechy     |
| Michael Rogers   | Australia  |
| Bram Schmitz     | Holandia   |
| Stephan Schreck  | Niemcy     |
| Oscar Sevilla    | Hiszpania  |
| Patrik Sinkewitz | Niemcy     |
| Jan Ullrich      | Niemcy     |
| Steffen Wesemann | Niemcy     |
| Thomas Ziegler   | Niemcy     |